# Autoroute A-67 (Espagne)
Pour les articles homonymes, voir A67.
L'autoroute A-67 appelée aussi Autovía Cantabria-Meseta ou Autovía de la Meseta est une autoroute qui relie Palencia à Santander dans la communauté de Cantabrie.
Elle double la N-611.
Elle permet de relier les villes de Madrid à Santander et toute la Cantabrie.
Récemment a été inauguré le viaduc de Montabliz, le viaduc le plus haut d'Espagne (145m) et long de 720m.

## Tracé
- Au départ du sud Palencia, l'A-67 se déconnecte de l'A-62 (Burgos - Portugal) qu'elle traverse ensuite par l'est avec les différentes bifurcation dans l'agglomération :

La P-11 (pénétrante sud de Palencia), la CL-610 (Connection A-67/A-62 à l'est) et l'A-65 (Rocade nord de Palencia en attendant le prolongement jusqu'à Benavente).
- Elle suit ensuite le tracé de la N-611 en croisant d'abord l'A-231 (Burgos - Léon) à Osorno et l'A-8 à hauteur de Torrelavega.
- Après près de 200 km, l'A-67 arrive dans l'agglomération de Santander où se détache la S-20 pour accéder à l'ouest de la ville pour ensuite contourner le sud de la ville et se terminer à la bifurcation avec la S-10 (Pénétrante est de la ville) à côté du port et de l'aéroport.

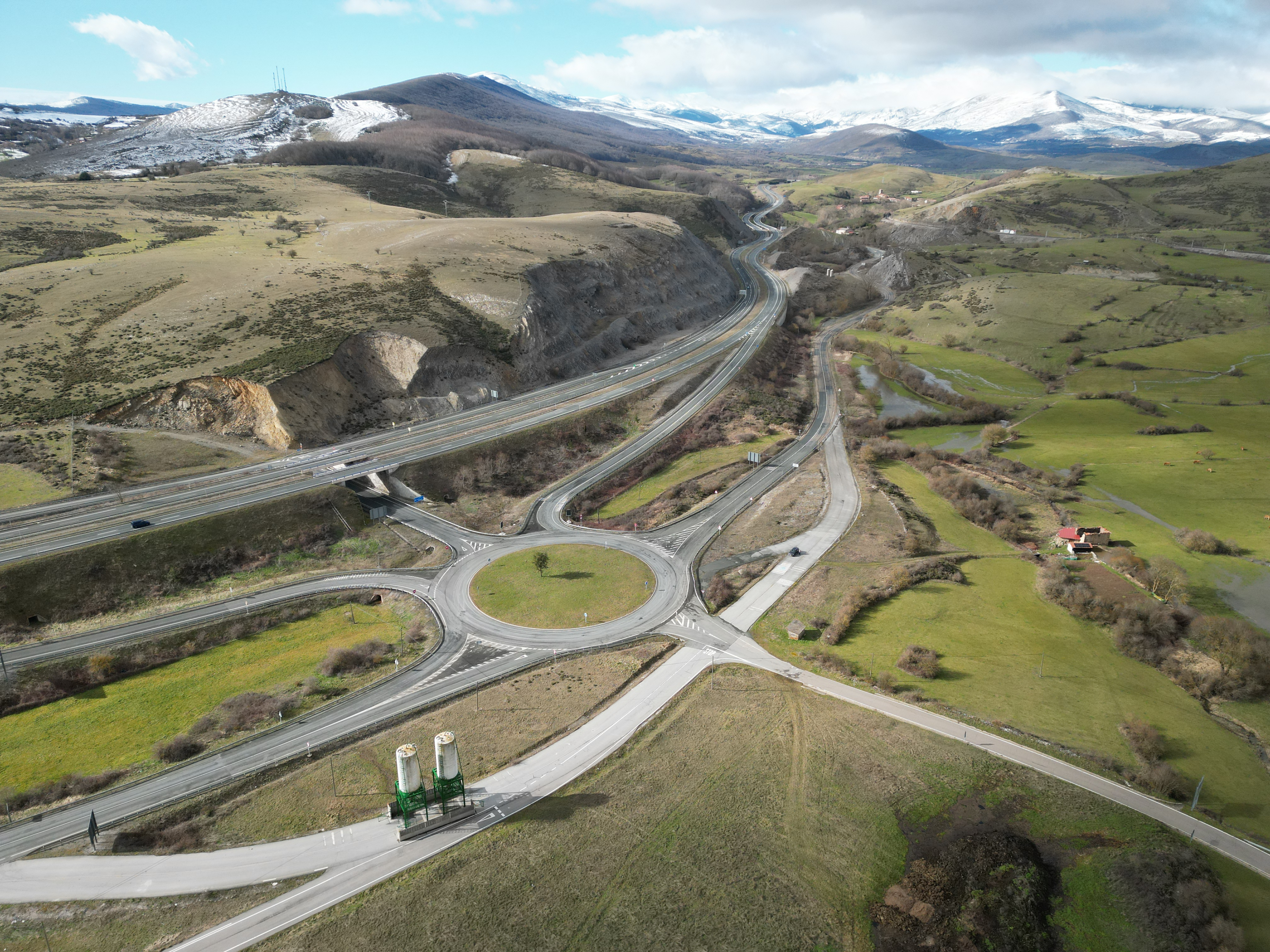
Autoroute A-67 traversant la Cordillère Cantabrique, près du col de Pozazal.
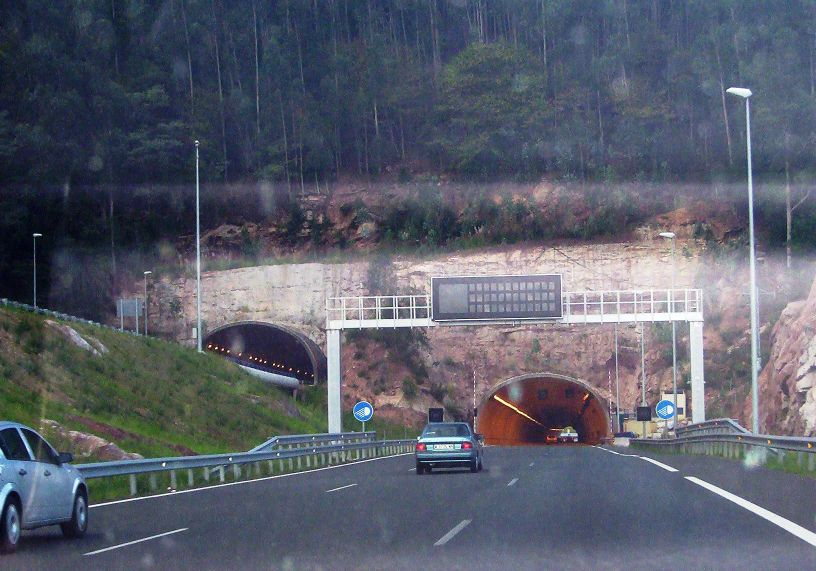
Tunnel de Las Caldas.
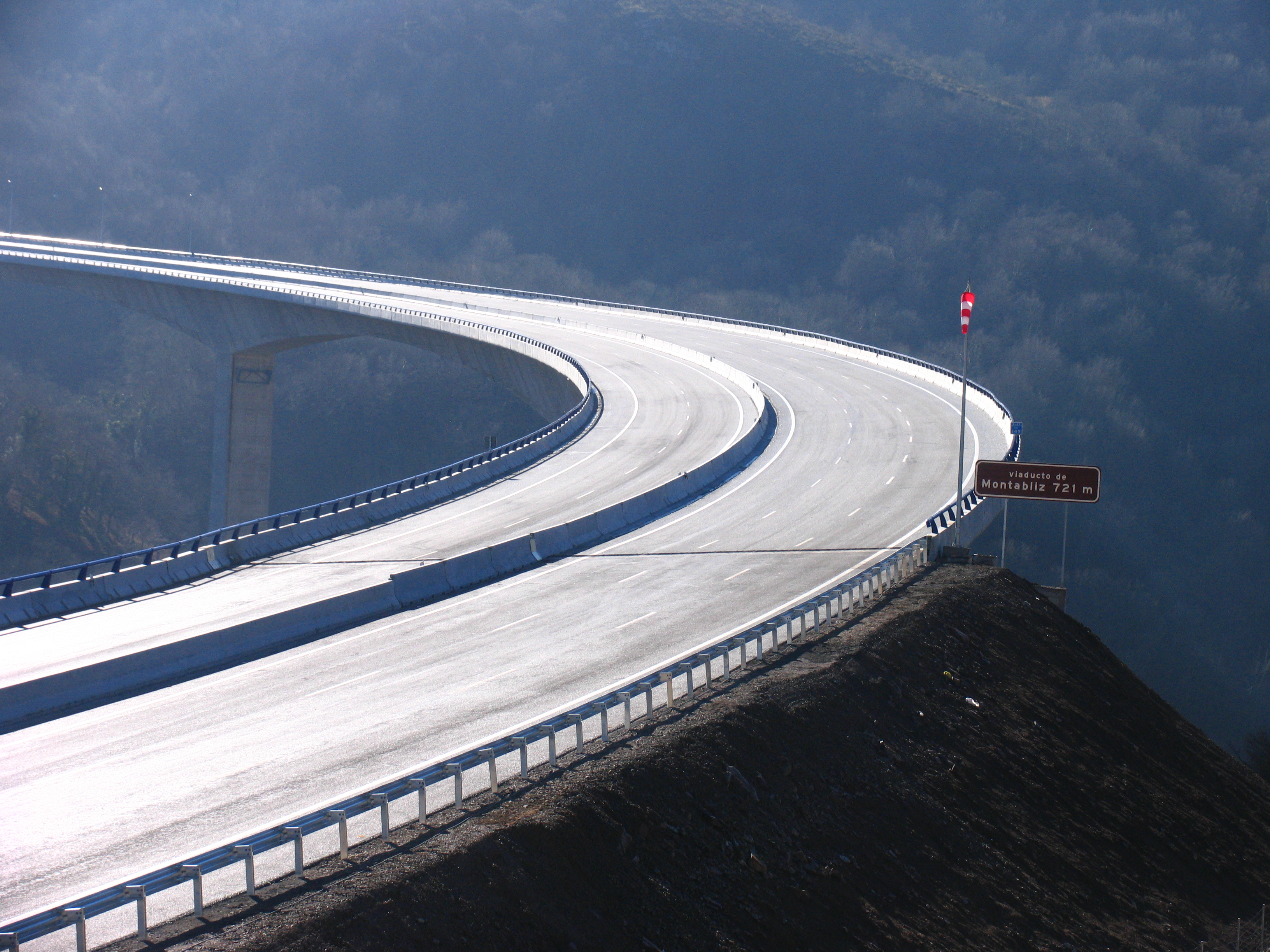
Le viaduc de Montabliz.

## Sorties
- Échangeur autoroutier entre A-62 et A-67 en provenance de Valladollid
- 0 (depuis l'A-62 et vers les deux sens) : Venta de Baños ( N-620a )
- 1 : Calabazanos - Burgos (A-62)
- 2/3  Échangeur autoroutier entre A-67 et  P-11  : Palencia ( P-11 ) - Villamuriel de Cerrato
- 6  Échangeur autoroutier entre A-67 et  A-610 /A-62 (de et vers Santander) : Palencia-sud - Burgos (A-62)
- 8  Échangeur autoroutier entre A-67 et A-65 (de et vers l'A-62) : Palencia-nord, León, Benavente
- 16 : Fuentes de Valdepero - Valdeolmillos - Palencia-nord ( P-12 , de et vers Santander seulement)
- 21 : Monzón de Campos ( N-611 )
- 30 : Amusco, Piña de Campos ( N-611 )
- 39 : Frómista, Carrión de los Condes ( P-980 )
- 51 : Santillana de Campos ( N-611 ),  Aire de service Santillana de Campos (dans les deux sens)
- 55  Échangeur autoroutier entre A-67 et A-231 : León - Burgos - Osorno la Mayor - Carrión de los Condes
- Aire de repos Abia de las Torres (dans les deux sens)
- 71 : Sotobañado y Priorato, Santa Cruz de Boedo, Villaprovedo ( P-232 )
- 80 : Herrera de Pisuerga, Olmos de Ojeda ( P-227 )
- Aire de repos Alar del Rey (dans les deux sens)
- 88 : Alar del Rey, Nogales de Pisuerga, Prádanos de Ojeda ( P-223 )
- Tunnel (300 m)
- 94 : La Puebla de San Vicente, Mave,  Aire de service Puerta de la Montaña (dans les deux sens)
- Aire de repos Aguilar de Campoo (dans les deux sens)
- 100 : Aguilar de Campoo-sud ( N-611 )
- 103 : Aguilar de Campoo-nord - Burgos ( N-627 )
- 116 : Mataporquera, Quintanas de Hormiguera ( N-611 ),  Aire de service Mataporquera (dans les deux sens)
- Passage de la Castille-et-Leon à la Cantabrie
- 122 : Polientes ( CA-272 ) - Arroyal
- 126 : Celada - Fombellida, Cervatos ( N-611 ),  Aire de service Fombellida (dans les deux sens)
- 133 : Matamorosa - Reinosa-sud,  Aire de service La Vega (dans les deux sens)
- Pont sur l'Ebre
- 136 : Reinosa-nord - Requejo ( CA-171 ) - Alto Campoo ( CA-183 ),  Aire de service Reinosa (dans les deux sens)
- Tunnel de Lantueno (694 et 732 m)
- 144 : Pesquera, Santiurde, Lantueno, San Miguel de Aguayo ( N-611 )
- Tunnel de Somaconcha (1 573 et 1 500 m)
- 157 : Santa Cruz de Iguña, Bárcena de Pie de Concha, Molledo ( N-611 )
- 159 : Arenas de Iguña - Anievas - Cieza ( N-611 )
- Tunnels de Pedredo (1 062 m) et de Gedo (2 431 et 2 453 m)
- 167/168 : Los Corrales de Buelna-sud - Somahoz - San Felices de Buelna - Cieza ( N-611 ),  Aire de service Somahoz (dans les deux sens)
- 170 (sens Palencia-Santander) : Los Corrales de Buelna - San Mateo,  Aire de service Los Corrales de Buelna (sens Palencia-Santander)
- 172 : Barros - Las Caldas de Besaya - Los Corrales de Buelna-nord
- Tunnel de Riocorvo (685 et 660 m)
- 176 : Cartes, Riocorvo ( N-611 )
- Pont sur le Rio Besaya
- 178 : Tanos - Viérnoles - Gare de Torrelavega
- 180 : Torrelavega - Polanco - Zonne commerciale Los Ochos
- 228 (sortie de l'A-8)/181  Échangeur autoroutier entre A-8 et A-67 : Varga, Bilbao + tronçon commun avec l'A-8
- Tunnel de Torrelavega (618 m)
- 230 (sortie de l'A-8)/183  Échangeur autoroutier entre A-8 et A-67 : Torrelavega-nord - Gijón, Oviedo, La Corogne (A-8) + fin du tronçon commun avec l'A-8
- 187 : Suances, Santillana del Mar, Comillas ( N-611 ) - Polanco ( CA-330 ),  Aire de service Polanco (dans les deux sens)
- 191 : Gornazo +  Aire de service Gornazo (dans les deux sens)
- 193 : Puente Arce, Oruña, Mogro, Miengo ( CA-232 )
- Pont sur le Rio Pas
- 195 : Arce, Boo de Piélagos ( CA-231 )
- 197 : Mompía, Mortera, Liencres ( CA-303 ) - Bezana ( N-611 ),  Aire de service Mompía (dans les deux sens)
- 199A  Échangeur autoroutier entre A-67 et  S-20  (de et vers Palencia) : Santander-Ouest/El Sardinero ( S-20 )
- 199B : Bezana - Cuatro Caminos  ( N-611 )
- 201  Échangeur autoroutier entre A-67 et  S-30  : Solares, Bilbao ( S-30 ) - Santander-Ouest/El Sardinero ( S-20 , de et vers Santander)
- 202 : Burgos ( N-623 )
- 203/205  Échangeur autoroutier entre  S-10  et A-67 : Aéroport de Santander, Solares, Bilbao  A-8  ou Santander ( S-10 ) +  204 (depuis Palencia et vers les deux sens, accès depuis Santander via l'échangeur  Échangeur autoroutier entre  S-10  et A-67
- Carrefour giratoire de la zone commerciale de Nueva Montana, fin de l'A-67 et entrée dans Santander